# NK Zagrebački plavi
Nogometni klub Zagrebački plavi bio je hrvatski nogometni klub iz Zagreba.

## Povijest
Klub je nastao 1945. pod nazivom Jedinstvo. Nastao je dogovorom duhanskih i prehrambenih tvrtki (Badel, Franck, Kraš, Tvornice duhana Zagreb i Voće). Klub nastavlja tradiciju Pekarskog, kluba koji je djelovao od 1922. do 1941. kada je raspušten odlukom Povjerenika za šport NDH.
Jedinstvo je steklo imovinu dvaju bivših zagrebačkih klubova: Građanskog na više lokacija i Makabija. Građanski je bio najistaknutiji klub u Hrvatskoj do kraja Drugog svjetskog rata, a Makabi klub zagrebačkih Židova.
Također je steklo Igralište u Miramarskoj ulici. Klub se nedugo zatim preselio na Igralište uz Savu u današnjoj Veslačkoj ulici.
Svoju prvu sezonu igrao je u prvenstvu Zagreba 1946.: prvo u skupini A u kojoj je stekao 6. mjesto, a zatim u I. razredu u kojem je stekao posljednje, 8. mjesto.
Godine 1947. osvojio je kup Zagrebačkog saveza.
U sezoni 1966./67. osvojio je Zagrebačku nogometnu zonu, natjecanje trećeg ranga. U kvalifikacijama za Drugu saveznu ligu – Zapad 1967./68. ispada od Splita. Naredne sezone, 1967./68., Jedinstvo ostvaruje 2. mjesto u Zagrebačkoj zoni. U sezoni 1968./69. osvaja Zagrebačku zonu. Jedinstvo je ovaj put bilo uspješno u kvalifikacijama za Drugu saveznu ligu – Zapad eliminiravši OFK Prijedor, prvaka Banjalučke zone. 
Klub je igrao tri sezone u Drugoj saveznoj ligi – Zapad. U svojoj prvoj sezoni, 1969./70., ostvaruje 6. mjesto. 
Tijekom zimske pauze 1970./71. klub mijenja ime u Zagrebački plavi. OTJ Zagreb vraća 1971. ime Jedinstvo koje je nosilo od 1949. do 1953.
Zagrebački plavi je u sezoni 1970./71. završio na 14. od 16 mjesta, jedno više od Rovinja koji je ispao u niži rang. U svojoj posljednjoj sezoni u Drugoj saveznoj ligi – Zapad, 1971./72., klub je ostvario 15. od 18 mjesta te tako ispao u Zagrebačku zonu. Split je s bodom više zauzeo 14. mjestu i tako izbjegao ispadanje u niži rang. 
Zagrebački plavi osvaja Zagrebačku zonu 1972./73., no bio je neuspješan u kvalifikacijama za Drugu saveznu ligu – Zapad 1973./74. Od sezone 1973./74. klub nastupa u Hrvatskoj ligi i Hrvatskoj ligi – Sjever. Završava na posljednjem mjestu Hrvatske nogometne lige 1979./80.
Klub je 1980. pripojen NK Zagrebu koji nasljeđuje svu klupsku imovinu.

## Pregled plasmana po sezonama
| Sezona    | Rang | Liga                                  | Plasman |
| --------- | ---- | ------------------------------------- | ------- |
| 1946.     | I.   | Prvenstvo Zagreba – skupina A         | 6.      |
| 1946.     | I.   | Prvenstvo Zagreba – I. razred         | 8.      |
| 1947./48. | III. | III. zona                             | 5.      |
| 1948./49. |      |                                       |         |
| 1950.     | IV.  | Hrvatska republička liga              | 3.      |
| 1951.     | III. | Hrvatska republička liga – Sjever     | 8.      |
| 1952.     | II.  | Podsavezna liga Zagreb                | 7.      |
| 1952./53. | III. | Podsavezna liga Zagreb                | 8.      |
| 1953./54. | IV.  | Zagrebačka liga                       | 7.      |
| 1954./55. |      |                                       |         |
| 1955./56. |      |                                       |         |
| 1956./57. |      |                                       |         |
| 1957./58. | III. | Zagrebačka liga                       | 12.     |
| 1958./59. | IV.  | Podsavezna liga Zagrebačkog podsaveza | 3.      |
| 1959./60. | III. | Zagrebačka zona                       | 3.      |
| 1960./61. | III. | Zagrebačka zona                       | 4.      |
| 1961./62. | III. | Zagrebačka zona                       | 4.      |
| 1962./63. | III. | Zagrebačka zona                       | 13.     |
| 1963./64. | III. | Zagrebačka zona                       | 11.     |
| 1964./65. | III. | Zagrebačka zona                       | 4.      |
| 1965./66. | III. | Zagrebačka zona                       | 5.      |
| 1966./67. | III. | Zagrebačka zona                       | 1.      |
| 1967./68. | III. | Zagrebačka zona                       | 2.      |
| 1968./69. | III. | Zagrebačka zona                       | 1.      |
| 1969./70. | II.  | Druga savezna liga – Zapad            | 6.      |
| 1970./71. | II.  | Druga savezna liga – Zapad            | 14.     |
| 1971./72. | II.  | Druga savezna liga – Zapad            | 15.     |
| 1972./73. | III. | Zagrebačka zona                       | 1.      |
| 1973./74. | III. | Hrvatska liga                         | 4.      |
| 1974./75. | III. | Hrvatska liga                         | 14.     |
| 1975./76. | III. | Hrvatska liga – Sjever                | 3.      |
| 1976./77. | III. | Hrvatska liga – Sjever                | 3.      |
| 1977./78. | III. | Hrvatska liga – Sjever                | 5.      |
| 1978./79. | III. | Hrvatska liga – Sjever                | 7.      |
| 1979./80. | III. | Hrvatska liga                         | 16.     |

## Poznati igrači
- Rudolf Belin
- Snješko Cerin[5][6]
- Petar Močibob[7]

## Zanimljivosti
U prvoj suboti svake godine se od 1958. održava tradicionalna utakmica između Starih i Mladih.